# Lisby Larson
Lisby Larson (* 23. Oktober 1951 in Washington, D.C.) ist eine US-amerikanische Schauspielerin.

## Leben & Karriere
Sie gab ihr Schauspiel-Debüt 1980 in der US-amerikanischen Serie Texas. Von 1985 bis 1986 spielte Larson eine Hauptrolle in der Seifenoper Springfield Story. Danach trat sie in einigen Serien auf, wie in drei Folgen von Law & Order. 2007 war Larson in einer Nebenrolle in dem Film First Born zu sehen.
Lisby Larson war bis zu seinem Tod 2006 mit dem Schauspieler Rex Hays verheiratet. Das Paar hat zwei gemeinsame Söhne.